# Руссо, Клементе
Клеме́нте Руссо (итал. Clemente Russo; 27 июля 1982, Казерта, Италия) — итальянский боксёр-любитель, выступающий в первой тяжёлой и тяжёлой весовых категориях. Двукратный серебряный призёр Олимпийских игр (2008, 2012), двукратный чемпион мира (2007, 2013) в любителях.

## Любительская карьера
На крупных международных соревнованиях Клементе Руссо начал выступать с 2002 года. В 2003 году дебютировал на чемпионатах мира, но выбыл из турнира уже во втором раунде. В апреле 2004 года Руссо занял второе место в европейской олимпийской квалификации в категории до 81 кг и получил право выступить в летних Олимпийских играх. На самих играх в первом поединке Руссо встретился с будущим чемпионом Андре Уордом, которому уступил по очкам 9:17. По окончании игр Руссо принял решение сменить категорию и перейти в более тяжёлый вес (до 91 кг). В 2007 году на чемпионате мира в Чикаго Руссо дошёл до финала, где ему противостоял российский боксёр Рахим Чакхиев. В упорной борьбе Клементе смог вырвать победу 7:6 и впервые стал чемпионом мира.
На летних Олимпийских играх 2008 года в Пекине Руссо принял участие в соревнованиях в категории до 91 кг. Одержав три победы Руссо вышел в финал, где ему вновь противостоял Рахим Чакхиев. По итогам поединка российский боксёр смог взять реванш за прошлогоднее поражение, победив со счётом 4:2, а Руссо таким образом стал серебряным призёром Олимпийских игр. На церемонии закрытия игр Клементе Руссо было доверено право нести флаг сборной Италии.
В 2009 году американский промоутер Дон Кинг предложил Руссо попробовать свои силы в профессиональном боксе, но Клементе отказался уходить из любительского спорта.
В 2011 году Руссо стал победителем индивидуального турнира Мировой серии бокса в категории свыше 91 кг и завоевал именную лицензию для участия в летних Олимпийских играх 2012 года в Лондоне. Поскольку весовые категории в этих соревнованиях отличаются друг от друга, спортсменам было разрешено самим выбирать категорию в которой они выступят в Лондоне. Спустя некоторое время Руссо объявил, что будет выступать в категории до 91 кг.
В том же 2011 году Руссо дебютировал в кино, исполнив роль боксёра в фильме «Татанка».
На Олимпийских играх 2012 года в Лондоне Руссо вновь стал серебряным призёром, уступив в финале украинскому боксёру Александру Усику.
В 2013 году на чемпионате мира в Алма-Ате Клементе вторично стал чемпионом мира, победив в финале россиянина Евгения Тищенко.

## Государственные награды
- Офицер ордена «За заслуги перед Итальянской Республикой» — 1 сентября 2008 года.